# Admetula garrardi
Admetula garrardi là một loài ốc biển, là động vật thân mềm chân bụng sống ở biển trong họ Cancellariidae.

## Miêu tả
Loài này có kích thước giữa 10mm và 17mm.

## Phân bố
Chúng phân bố ở Vịnh Ba Tư, Indonesia và miền tây Thái Bình Dương.